# Авидзба, Мери Хафизовна
Ме́ри Хафи́зовна А́видзба (абх. Мери Ҳафиз-иԥҳа Аҩӡба; 24 января 1917, Абхазия, Российская империя — 5 ноября 1986, Сухуми) — советская лётчица, первая лётчица Абхазии, гвардии лейтенант.

## Биография
Родилась в 1917 году в Абхазии. Сестра — пианистка Хаджера Авидзба (1917—1997).
Окончила Сухумский аэроклуб и Батайскую лётную школу. В Сухумском аэроклубе её наставником и учителем был Виктор Аргун, работавший начальником лётной части. В 1939 году стала курсантом Военно-медицинской академии в Ленинграде.
После начала Великой Отечественной войны подала заявление о зачислении добровольцем в Красную Армию. Прошла обучение в истребительной авиашколы в г. Пермь.
В действующей армии — с декабря 1942 года до победы над Германией. Сражалась на Северо-Кавказском, 4-м Украинском и 2-м Белорусском фронтах, принимала участие в обороне Кавказа, освобождении Крыма, Белоруссии, Польши, разгроме врага на территории Германии.
В 1942—1944 годах — штурман 46-го гвардейского легкобомбардировочного ночного авиационного полка в составе 4-й воздушной армии.
В 1944 году перевелась в 634-й ночной бомбардировочный авиационный полк. 5 ноября 1944 года «за произведённые 130 боевых вылетов» штурман звена гвардии младший лейтенант Мери Авидзба награждена орденом Отечественной войны I степени.
За время военных действий Мери Авидзба совершила 477 боевых вылетов, сбросила на врага 63 тыс. килограммов смертоносного груза.
После войны из-за ушиба, который сказался только после войны, была 7 лет парализована. Потом была удачная операция и корсет.
Находясь на пенсии, Авидзба вела большую общественную работу. Была избрана депутатом Верховного Совета Абхазии. Ряд лет была председателем родительского комитета Сухумской абхазской десятой средней школы им. Лакоба. Вела большую работу по патриотическому воспитанию молодёжи, по пропаганде героических традиций советской авиации.
Умерла в 1986 году в Абхазии.

## Награды
- Два ордена Отечественной войны I степени (05.11.1944, 06.04.1985)
- Орден Отечественной войны II степени (21.02.1943)
- Медали (в том числе медаль «За оборону Кавказа» (1944))
- За патриотическое воспитание подрастающего поколения М. Х. Авидзба была награждена Почетной грамотой Президиума Верховного Совета Абхазии и благодарностями Министерства просвещения республики.

## Память

Марка Абхазии. 2008

- Мери Хафизовне Авидзба посвятил своё стихотворение народный поэт Абхазии Д. И. Гулия.
- В Сухуме на доме по проспекту Мира, где она жила, установили мемориальную доску[6].
- В 1938 году художник Осия Сегаль написал портрет Мери Авидза.